# 刘桂平
刘桂平（1966年5月—），湖南衡南人，经济学博士，高级经济师，1986年5月加入中国共产党，1989年5月参加工作，曾任中国建设银行行长和中国人民银行副行长。现任中共天津市委副书记、教育工委书记。

## 生平
1986年毕业于湘潭大学政治经济学专业，1989年取得暨南大学政治经济学硕士。
1989年5月进入中国农业银行广东省分行工作；2008年8月，任中国农业银行福建省分行行长、书记；2009年10月，任中国农业银行上海市分行行长、书记；2014年4月，任中国农行零售银行业务部负责人；2014年5月，任中国投资有限责任公司副总经理；
2016年6月至2019年3月，任重庆市副市长。2018年2月24日，当选为第十三届全国人大代表。2019年5月任中国建设银行行长。2020年11月，任中国人民银行副行长。2022年4月，任中共天津市委常委、常务副市长。2022年10月，当选为中国共产党第二十届中央委员会候补委员。2025年5月，升任中共天津市委副书记，不再担任常务副市长。2025年7月，兼市委教育工委书记。